# Гогартен, Фридрих
Фри́дрих Гога́ртен (нем. Friedrich Gogarten; 13 января 1887, Дортмунд, Вестфалия, Германская империя ―  16 октября 1967, Гёттинген, Нижняя Саксония, Западная Германия) ― немецкий лютеранский теолог, один из основателей течения диалектический теологии в Германии в начале XX века.

## Биография
Под влиянием Карла Барта Гогартен отделился от господствующего либеральной теологии, представленной Альбрехтом Ритчлем и другими протестантскими теологами. Гогартен выступал против историзма и антропоцентризма протестантского богословия XIX века, подчёркивая абсолютную антитезу Бога и человека. Это новая диалектическая теология была названо в честь фразы из журнала Гогартена «Между веками».
Барт был в восторге от сочинений Гогартена, и в 1920 году написал Эдуарду Турнисену следующее: «Этот дредноут ― за нас и против наших противников. Кто знает, может быть, когда-нибудь он станет учить нас, он довольно притягательный человек, который обладает теми качествами… которые должно иметь». Тем не менее, несколько лет спустя Барт и Гогартен отдалились друг от друга. Позже «Между веками» перестали публиковаться, и Гогартен отделился от группы Барта. У него также были разногласия с Рудольфом Бультманном, который, однако, возобновил с ним отношения в 1940 году.
После демонстрации во Дворце спорта 13 ноября 1933 года в Берлине он написал статьи в нескольких журналах, разъясняющие сущность «Движения веры немецких христиан». Гогартен никогда не вступал в НСДАП.
В 1927 году Гогартен начал преподавать в Йене. Его первая лекция была озаглавлена как «Богословская традиция и теологические труды: интеллектуальная история или теология?». В 1931 году он стал преемником Эриха Шедера на кафедре систематического богословия в Бреслау. Летом 1935 года Гогартен возглавил читательский кружок Карла Барта в Бонне. Зимой того же года он переехал в Гёттинген, где сменил Карла Штанге на должности профессора кафедры систематического богословия и был назначен университетским проповедником. 25 февраля 1955 года он вышел на пенсию в Гёттингене, где и умер.
Общая тема сочинений Гогартена ― «Человек между Богом и миром», «Церковь в мире» и секуляризация как результат христианского откровения.